# Нюркина баня
«Нюркина баня»  — российский анимационный фильм режиссёра Оксаны Черкасовой 1995 года. Школа-студия «ШАР», Служба кинематографии министерства культуры РФ.

## Сюжет
По уральскому обычаю, перед свадьбой всей родне положено мыться в бане. Тётка Нюрка, «хозяйка бани, сваха, колдунья, и просто деревенская лихая бабка», готовит баню и при помощи старинного Родового духа Банника подвергает молодых испытаниям.
Мужики-сваты парятся так, что души их отлетают. Молодуха проходит в бане обряды. Жених её с улицы в окошко подглядывает. Упал он — душа у него совсем далеко улетела, Молодуха её поймать не может. Вернулась к Парню душа — а тут мужики ещё «рванули», и он с ними. Пришлось бабке Нюре его самой из бани до дома тащить, а Банника она конфеткой задобрила.

## Создатели фильма
- Режиссёр: Оксана Черкасова
- Сценарист: Надежда Кожушаная
- Художник-постановщик: Андрей Золотухин
- Художники: Юлия Черкасова, Анатолий Васильев, Ксения Устюжанинова
- Художники-аниматоры: Ксения Устюжанинова, Андрей Золотухин, Оксана Черкасова
- Операторы: Сергей Решетников, Всеволод Киреев
- Монтаж: Л. Путятина
- Звукорежиссёр: Надежда Шестакова
- Роли озвучивали: Маргарита Кесарева, Лариса Емельянова, Валерий Фомин, Валерий Медведев
- Песни исполняет: О. Сергеева
- Директор: Валентина Хижнякова
- Продюсер: Александр Герасимов

## Художественные особенности
Фильм сделан в технике Рисованная мультипликация. 

«Новейшая история отечественного кино», Елена Грачёва:  

Микрокосмом стала русская баня, мимо которой в русской деревне ничего не проходило. В ней, конечно же, и мылись, но в ней же и рожали, и ворожили, а на Урале, например, невесту с женихом накануне свадьбы знакомили. Нюркина баня началась с образа банника — «разжалованного» языческого бога, который должен был приглядывать за своими хозяевами. А потом Черкасова с Кожушаной к нему придумали всех остальных: местного «авторитета» — хитроумную бабу Нюру, перебравшего и заснувшего в бане жениха и прочих участников событий. Нюркина баня, потешная и таинственная, теплая и жутковатая, поэтичная и грубоватая, обошла все фестивали мира и была показана на экране РТР. Мэтры, создавшие студию «ШАР», на которой и была сделана картина, на похвалу не скупятся: 
 Эдуард Назаров сокрушался, что нет женского эквивалента к слову «гений»; 
 Юрий Норштейн выражал восхищение «наивностью, сердечностью и простодушием». 
 «Простая история» про то, как накануне свадьбы вся семья моется в бане, станет одним из тех фильмов, на которых студентов-аниматоров учат делать настоящее кино.

## Призы и награды
- 1997 — МКФ женского кино в Минске, раздел анимационного кино: Гран-при
- 1996 — Государственная премия РФ: Оксана Черкасова[3]
- 1996 — МКФ анимационных фильмов в Загребе: Первый приз
- 1996 — МКФ анимационных фильмов в Хиросиме: спец. приз жюри
- 1995 — МКФ «Fantoche» в Бадене:  первый приз
- 1995 — МКФ Cinanima в Эшпиньо: Гран-при
- 1995 — МКФ «КРОК», специальный приз жюри в категории «До 10 минут»
- 1995 — МКФ неигрового и анимационного кино в Лейпциге, Приз «Серебряный Голубь»

## Публикации сценария
- Надежда Кожушаная, «Про банника», собрание сочинений «Зеркало для героя» в двух томах, том второй «Простое число», Центр культуры и просвещения «СЕАНС», Санкт-Петербург, 2017 г.
- Надежда Кожушаная, «Про банника», книга киносценариев «Прорва», вступление Ю. Норштейна, Энциклопедическая серия «Библиотека кинодраматурга», Издательство «СЕАНС», «Амфора», Санкт-Петербург, 2007 г.